# Mouvement Populaire de la Révolution
Die Mouvement Populaire de la Révolution (MPR) war eine nationalistische Partei in der Demokratischen Republik Kongo. 
Sie wurde am 17. April 1967 unter Joseph-Désiré Mobutu gegründet und mit einer Verfassungsänderung 1974 zur Einheitspartei des Staates erklärt. Ihr Parteiprogramm war offiziell antikommunistisch, antikapitalistisch und zentristisch. Auch nach der Bildung einer Übergangsregierung 1990, verbunden mit der Zulassung weiterer Parteien, war die MPR noch bis zum Sturz Mobutus 1997 die bestimmende politische Kraft im Land.